# Johann Spreng

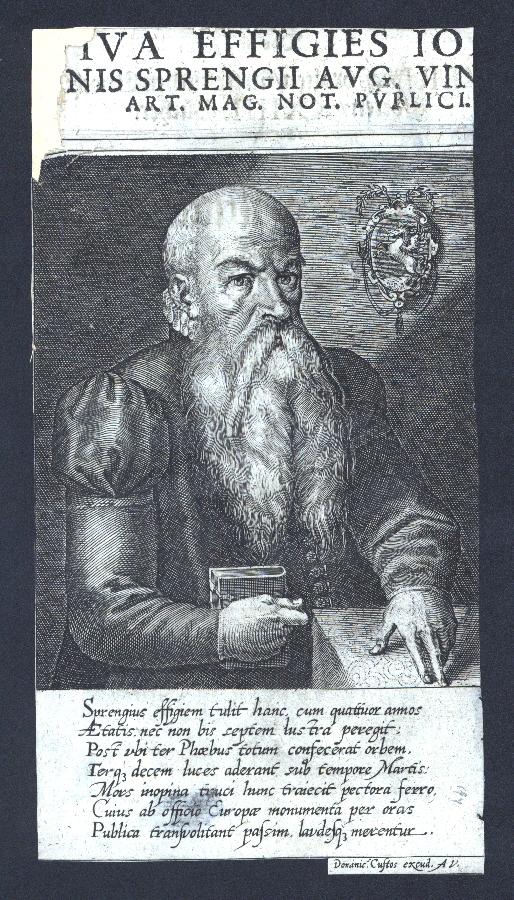
Johann Spreng

Johannes Spreng (* 1524 in Augsburg; † 30. März 1601 ebenda) war ein Augsburger Meistersinger und Mitglied der dortigen Sängerschule.

## Leben
Anders als die meisten Vertreter seiner Zunft übte er keinen handwerklichen Beruf aus, sondern war Übersetzer und ab 1594 Notar. Als Ergänzung geeigneter Liedertexte übersetzte er Teile der Vergilischen Dichtung Aeneis und die gesamte Homerische Dichtung Ilias ins Deutsche und setzte sie in Reimpaarverse.

## Werke
- P. Ovidii Nasonis ... Metamorphoses oder Verwandlung, mit schönen künstlichen Fig. gezieret, auch kurtzen ... Argumenten und Außlegungen, erkl., und in teutsche Reymen gebracht, ... von Johan Spreng, Getruckt zu Franckfurt bey Georg Raben, Sigmund Feyrabend, und Wigand Hanen Erben 1564 (nachgedruckt 1571)
- Homerus / Spreng, Johannes: Ilias Homeri. Das ist Homeri, deß vralten fürtrefflichen Griechischen Poeten, XXIIII. Bücher. Von dem gewaltigen Krieg der Griechen, wider die Troiander, auch langwirigen Belägerung, vnnd Zerstörung der Königlichen Statt Troia Deßgleichen die 12. Bücher Aeneidos deß ... Publij Virgilij Maronis, von den Geschichten vnd gewaltigen Thaten deß Troianischen Helden Aeneae ..., Jetzt ertmahls in offnem truck publicirt vnd verfertigt, augspurg, 1610. Bayerische Staatsbibliothek digital